# Thomas Gabriel Fischer
Thomas Gabriel Fischer, noto anche come Tom G. Warrior (Zurigo, 19 luglio 1963), è un cantante e chitarrista svizzero.
Thomas fonda insieme a Bruce Day e Steve Warrior la band heavy metal Hellhammer nel 1982. Con questo gruppo Fischer pubblica i tre demo Death Fiend, Triumph of Death e Satanic Rites e un EP, intitolato Apocalyptic Raids.
Nel giugno 1984 Fisher fonda un nuovo gruppo, i Celtic Frost, con i quali pubblica sei dischi prima di sciogliere la band nel 1993.
Nel 1994 fonda gli Apollyon Sun, un progetto industrial metal, con cui pubblica un EP e un album. 
Nel 2003 riforma i Celtic Frost e pubblica il disco Monotheist nel 2006, ma due anni dopo la band si scioglie definitivamente e Fischer annuncia il nome del suo nuovo progetto musicale, i Triptykon, con cui ha pubblicato il debutto Eparistera Daimones nel 2010.

## Discografia

### Con i Triptykon
- 2010 – Eparistera Daimones
- 2010 – Eparistera Daimones - The Complete Sessions (boxset)
- 2010 – Shatter (EP)
- 2014 – Breathing (singolo)
- 2014 – Melana Chasmata
- 2020 – Requiem (Live at Roadburn 2019) (album dal vivo)

### Con gli Hellhammer
- 1983 – Death Fiend (demo)
- 1983 – Triumph of Death (demo)
- 1983 – Satanic Rites (demo)
- 1984 – Apocalyptic Raids (EP)
- 1984 – Death Metal (split con Helloween, Running Wild, Dark Avenger)
- 1990 – Apocalyptic Raids 1990 A.D. (raccolta)
- 2008 – Demon Entrails (raccolta)
- 2016 – Blood Insanity (singolo)

### Con i Celtic Frost
- 1984 – Morbid Tales (EP)
- 1985 – Metal Attack Vol. 1 (split con Helloween, Running Wild, Grave Digger, Sinner, Warrant)
- 1985 – Emperor's Return (EP)
- 1985 – To Mega Therion
- 1986 – Tragic Serenades (EP)
- 1986 – Morbid Tales / Emperor's Return (raccolta)
- 1987 – Into the Pandemonium
- 1987 – The Collector's Celtic Frost (singolo)
- 1987 – I Won't Dance (singolo)
- 1988 – Sounds Waves 1 (split con Kreator, Motörhead, Stupids)
- 1988 – Tankard / Celtic Frost (split con i Tankard)
- 1988 – Cold Lake
- 1989 – The Celtic Frost Story (singolo)
- 1990 – Wine in My Hand (Third from the Sun) (EP)
- 1990 – Vanity/Nemesis
- 1992 – Parched with Thirst Am I and Dying (raccolta)
- 1993 – Nemesis of Power (demo)
- 2002 – Prototype (demo)
- 2006 – Monotheist (singolo)
- 2006 – Monotheist
- 2017 – Temple of Depression (singolo)
- 2017 – Innocence and Wrath (raccolta)

### Con gli Apollyon Sun
- 1997 – Industry (demo)
- 1998 – God Leaves (And Dies) (EP)
- 2000 – Sub
- 2002 – Flesh (demo)

### Collaborazioni
- 1986 – Coroner - Death Cult Demo (voce e testo)
- 2000 – In Your Face - Now or Never Demo (tastiere)
- 2004 – Probot (voce nel brano "Big Sky")
- 2008 – Dark Fortress - Eidolon (voce nel brano "Baphomet")
- 2009 – 1349 - Revelations of the Black Flame (chitarra e basso nel brano "Set the Controls for the Heart of the Sun")

## Videografia
- 1990 – Celtic Frost - Live at the Hammersmith 3/3/89
- 2011 – 1349 - Hellvetia Fire (voce nel brano "Slaves To Slaughter")